# 小果柯
小果柯（学名：Lithocarpus microspermus）是壳斗科柯属的植物。分布在老挝、越南以及中国大陆的云南等地，生长于海拔800米至1,500米的地区，常生于山地常绿阔叶林中，目前尚未由人工引种栽培。

## 别名
小果石栎